# The Accidental Bandit
The Accidental Bandit è un cortometraggio muto del 1913. Il nome del regista non viene riportato nei credit.

## Produzione
Il film fu prodotto dalla Essanay Film Manufacturing Company.

## Distribuzione
Distribuito dalla General Film Company, il film - un cortometraggio di 225 metri - uscì nelle sale cinematografiche USA il 20 agosto 1913. Nelle proiezioni, veniva programmato con il sistema dello split reel, accorpato in un'unica bobina con un altro cortometraggio prodotto dall'Essanay, il documentario Making Hay with Modern Machinery.